# Англиканское сообщество и гомосексуальность
Епископальная церковь США, а также, англиканские церкви Великобритании, Канады, ЮАР, Австралии и Новой Зеландии, благословляют однополые браки и однополые партнёрства, допускают открытых гомосексуалов к священническому служению, и, имеют открытые прецеденты рукоположения, в том числе состоящих в гражданском партнёрстве, гомосексуалов в епископов.
Англиканские церкви Бразилии, Южной Африки, Южной Индии, Новой Зеландии и Канады празднуют однополые отношения и предприняли решительные шаги к их одобрению. Епископальная Церковь США разрешает однополые браки с 2015 года, а Шотландская Епископальная Церковь с 2017 года.
К Епископальной церкви относились 11 из 45 американских президентов, англиканский Вашингтонский Кафедральный Собор — главный соборы столицы Соединённых Штатов Америки, и, является одним из крупнейших кафедральных соборов мира, и, вторым в США, после, строящегося с 1983 года, также, англиканского Собора Иоанна Богослова в Нью Йорке, который, после завершения строительства должен стать самым высоким Христианским Храмом Мира, обогнав с высотой 182 метра, самый высокий на данный момент Ульмский собор в Германии.
Це́рковь А́нглии — государственная церковь Соединённого Королевства, Матерь-Церковь — всемирного Англиканского сообщества.
Религиозно-догматические решения Церкви Англии, должны, одобряться Парламентом Великобритании, только, после этого, они принимаются Английской Церковью. Главой Церкви является британский монарх, за ним идут, намеренно, два ненаследуемых титула Архиепископов Кентерберийского и Йорского. Архиепископ Кентерберийский также является главным примасом всего Англиканского Сообщества.
Англиканское сообщество является третьим самым большим христианским сообществом в мире после Римско-католической церкви и Вселенского православия.
Статус канонического единства означает, что между церквями отсутствуют разногласия по важнейшим доктринам.

## Провинции сообщества
Многие церкви Англиканского сообщества рассматривают гомосексуальность как естественное явление и празднуют гей браки. Тем не менее, в зависимости от провинции могут незначительно отличаться подходы по вопросу сексуальной ориентации.

### США и Великобритания
Внутри Англиканского сообщества, принимается открытое гомосексуальное духовенство; например, Джин Робинсон широко известен как первый открытый гей, рукоположённый в епископы в Англиканском сообществе. В 2003 году, Епископальной церковь США стала первой англиканской провинцией, которая рукоположила открытого священника гея находящегося в однополых отношениях в качестве епископа. В 1976 году Генеральная конвенция Епископальной церкви США приняло резолюцию, в которой говорится: «Смысл этой Генеральной конвенции в том, что гомосексуальные люди являются детьми Божьими, которые имеют полное и равное право со всеми другими людьми на принятие любви, пастырскую заботу и заботу Церкви». Епископальная церковь США 23 июня 2005 года, определила значение резолюции в 130 страничном документе, озаглавленном «Возложить Нашу Надежду На Христа»:
Мы верим, что Бог открывает нам глаза на деяния Божьи, которые мы раньше не умели видеть… право на рукоположение лиц, состоящих в однополых союзах по завету… человек, живущий в однополом союзе, может иметь право возглавлять стадо Христово… члены Епископальной церкви распознали святость в однополых отношениях и пришли поддержать благословение таких союзов и рукоположение или посвящение людей в эти союзы… Их святость резко контрастирует со многими греховными моделями сексуальности в мире… Идея о том, что существует только один правильный способ читать или интерпретировать Священное Писание, является скорее современной идеей.
Большинство епархий Епископальной церкви США рукополагает в духовенство не соблюдающее целибат геев, лесбиянок, бисексуалов и трансгендеров.
В 2010 году в епископы была избрана открытая лесбиянка Мэри Глэсспул состоящая в партнёрских отношениях с Бекки Сандерс.
Первые открытые священник гей и священник лесбиянка были рукоположены в 1977 году Полом Муром-младшим, епископом Нью-Йорка. Еллен Баррет — первая рукоположённая в сан открытая лесбиянка.
Преподобный Камерон Патридж совершил трансгендерный переход в 2001 году и был ординирован в 2005 году, став первым открытым трансгендерным священником, который стал проповедовать в Вашингтонском Кафедральном Соборе.
В январе 2010 года, преподобные Мери Ллойд и Кетрин Хенкок Регсдейл, два известнейших епископальных священника, поженились на брачной церемонии в Кафедральной Церкви Святого Пола в Бостоне, штат Массачусетс.
В июле 2009 года, Генеральная Конвенция проголосовала за разрешение епископам благословлять однополые союзы, а также призвала епископов «собрать и разработать богословские и литургические ресурсы» за возможное создание официального обряда для таких церемоний на Генеральной Конвенции 2012 г.
В 2012 году, Генеральная Конвенция утвердила официальную литургию для благословения однополых союзов, под названием «Свидетельствование и Благословение Пожизненного Завета».
В 2015 году, Генеральная Конвенция одобрила «канонические и литургические изменения для обеспечения брачного равноправия для епископалов». Каноническое изменение устранило «формулировку, определяющую брак как брак между мужчиной и женщиной». Литургические изменения предусматривали два обряда бракосочетания для использования однополыми или разнополыми парами.
Англиканское сообщество является третьим самым большим христианским сообществом в мире после Римско-католической церкви и Вселенского православия.
Церковь Англии учит, что «однополые отношения олицетворяют подлинную взаимность и верность». Епархии Церкви Англии в Европе назвали «по-настоящему радостным событием» однополой брак, который состоялся в лютеранской церкви Дании. Епархия Чичестера организовала в Бра́йтоне Гей парад и поощряла участие в нём.
Касательно вопроса трансгендерных людей, Генеральный Собор 2017 года проголосовал за предложение, в котором говорится, что трансгендерных людей следует «приветствовать и утверждать в их приходской церкви». Церковь Англии официально выступает против «конверсионной терапии» — практики, которая пытается изменить сексуальную ориентацию геев и лесбиянок. Церковь называет её неэтичной и поддерживает запрет конверсионной терапии в Великобритании.
В 2017 году Палата Клира Церкви Англии проголосовала против предложения ряда епископов считать брак исключительно союзом мужчины и женщины. Предложение было отвергнуто, не дойдя и до всех трёх палат в законодательном органе Англиканской церкви. После отклонения предложения Генеральным Собором, архиепископы Кентерберийские и Йоркские призвали к «радикально новому христианскому обновлению», которое «основано на хороших, здоровых, процветающих отношениях, и в подходящем для XXI века понимании того, что значит быть человеком и быть сексуальным». Епископ Глостера Рэйчел Тревик попала в заголовки газет, призвав к гендерно-инклюзивному языку, заявив, что «Бога нельзя рассматривать как мужчину. Бог есть Бог».

Заголовки газет в Северной Америке сообщили, что Шотландская Епископальная Церковь согласилась рукополагать геев и лесбиянок, состоящих в преданных отношениях. Церковь таким образом сделало заявление указывающее, что политика не является новой. Что касается пресс релиза, Церковь заявила: «Интерес прессы сосредоточился на одной небольшой части общего заявления». Продолжая говорить об этом:

«Говоря о том, что в настоящее время не существует препятствий для рукоположения человека, который может находиться в близких отношениях с представителем того же пола, Епископы просто изложили существующее положение в Шотландии где, в отличие от некоторых других провинций. Генеральным Собором никогда не принимались предложения, препятствующие такому рукоположению. Следовательно, заявление, сделанное в начале этого месяца, не представляет собой никакого изменения в политике Епископов».
В 2005 году, священнослужители получили возможность заключать однополые гражданские партнёрства, и в Шотландской Епископальной Церкви сексуальное воздержание не является обязательным условием для заключения гражданских союзов. С 2008 года, Собор Св. Марии в Глазго благословил гражданские партнёрства.
В 2015 году, Шотландская Епископальная Церковь проголосовала за проведение церемоний однополых браков. После этого голосования, в соборе Данди состоялась первая однополая свадьба. В 2016 году, Генеральный Собор проголосовал за внесение изменений в брачный канон, чтобы позволить включить в него венчание однополых пар. После второго чтения в 2017 году, предложение было одобрено 97 голосами за, против 33 при 3 воздержавшихся.
Церковь Уэльса предприняла шаги к дозволению однополых браков и обрядов благословения однополых союзов. Генеральный Собор проголосовал одобрительно за проведение официальных обрядов для однополых отношений.
С 2005 года, Церковь Уэльса разрешает священникам вступать в однополые гражданские партнёрства. В 2020 году, Церковь посвятила в епископы первую в провинции открытую лесбиянку, состоящую в гражданском браке. В 2015 году, руководящий орган проголосовал за одобрение однополых браков, большинство респондентов также проголосовали за однополые браки. Среди епархий, епархия Сент-Асаф и епархия Лландафф подавляющим большинством поддержали однополые браки. В апреле 2016 года, Коллегия Епископов приняла решение полностью утвердить однополые пары и предложить праздничные молитвы для однополых браков. Из молитв, предусмотренных для однополых пар, первая форма благодарит Бога «за [двух людей], которые нашли друг в друге такую любовь и общение, что это побудило их посвятить свои жизни в поддержку друг друга».
В 2016 году, многие священнослужители Церкви Ирландии подписали письмо в поддержку Епископальной церкви США и её открытой позиции в отношении благословения однополых пар. Гражданские партнёрства разрешены с 2005 года. В 2008 году, "Совет по пенсионному обеспечению Церкви Ирландии подтвердил, что будет относиться к гражданским партнёрам так же, как и к их супругам. Генеральный Собор принял политику руководства по пенсионному обеспечению в 2008 году. Заверения в сексуальном воздержании от священнослужителя не требуются. В 2012 году, Пенсионный Фонд духовенства церкви продолжил признавать, что «пенсионные права зарегистрированного гражданского партнёра члена церкви будут такими же, как и у пережившего супруга». Что касается совместного проживания, церковь заявила, что «любой взгляд на совместное проживание должен подразумевать намерение пары хранить верность и преданность в своих отношениях на протяжении всей жизни». В 2004 году, тогдашний архиепископ Джон Нилл заявил, что «церковь поддержит расширение юридических прав в таких вопросах, как налоги, социальные пособия, наследование и посещение больниц для сожительствующих пар, как одного пола, так и противоположного».

### Канада и ЮАР

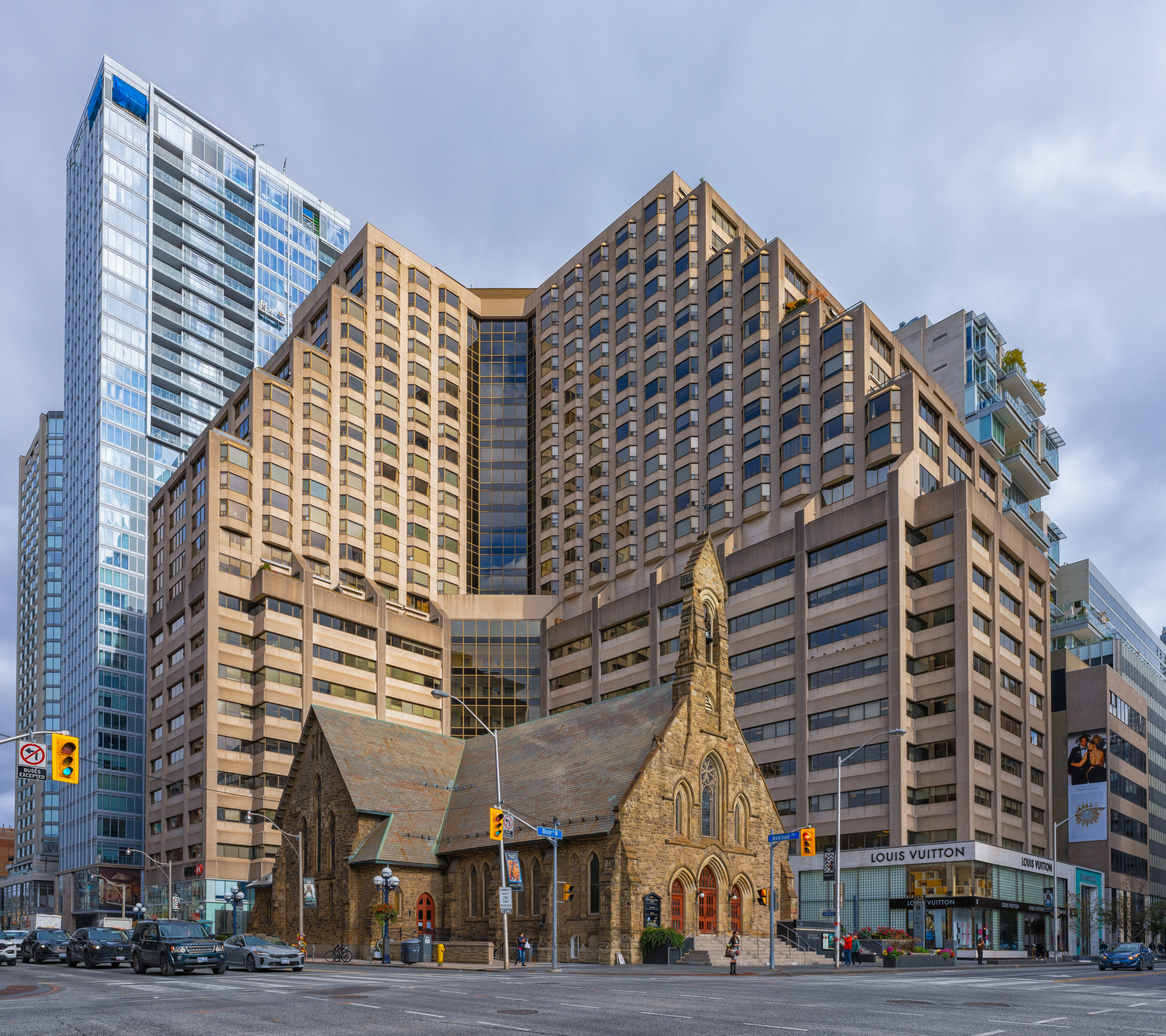
Церковь Искупителя в Торонто. Известна своей прогрессивной позицией по социальным вопросам, особенно по гей-правам.

На Генеральном Соборе Англиканской церкви Канады в 2016 году, предложение об изменении брачного канона с целью включения в него однополых браков получило необходимое большинство 2/3 голосов и было одобрено; оно прошло второе чтение в 2019 году и получило большинство 2/3 в Палатах Духовенства и Мирян. После Генерального Собора 2016 года, епархии Ниагары и Оттавы решили разрешить легальные однополые браки на местном уровне. Также в 2016 году, епархия Торонто, впервые, избрала епископом открытого гея состоящего в однополых отношениях Кевина Робертсона. Генеральный Собор принял резолюцию, позволяющую каждому провинциальному собору и епархии благословлять или совершать однополые браки.
В 2013 году, десять англиканских епархий (Эдмонтон, Новая Шотландия и Остров Принца Эдуарда, Земля Руперта, Оттава, Ванкуверский Нью-Вестминстер, Торонто, Лондонский Гурон, Гамильтонский Ниагарский, Монреаль, и Британская Колумбия в Виктории) разрешили благословение и брак однополых пар. Англиканские приходы Центральных Внутренних Районов (бывшая епархия Карибу) также разрешают такие обряды.
Колин Флетчер, действующий Епископ Оксфорда, дал разрешение на проведение как минимум одного однополого торжества священником Англиканской церкви, который председательствовал на громкой церемонии бракосочетания женщины священника Мфо Туту и её партнёра. Мфо Туту является дочерью, известного борца с аппартеидом и Лауреата Нобелевской премии мира 1984 года, покойного епископа Десмонда Туту из ЮАР.
В 2003 году, Роуэн Смит, декан собора Святого Георгия в Кейптауне, был тепло встречен прихожанами после того, как совершил каминг аут. Дуглас Торр, другой священник, также совершил каминг аут в своей конгрегации в Йоханнесбурге. Более того, Мервин Касл, который является открытым геем, был посвящён в епископа-суфрагана в Кейптауне.
Епархия Кейптауна, в 2009 году, проголосовала за признание однополых союзов. Голосование в 2009 году «[сделало] небольшой шаг в сторону принятия геев, состоящих в „верных, преданных отношениях“». В резолюции также говорится, что она «утверждает пастырский ответ на однополые партнёрства верной приверженности в наших приходских семьях»;
В 2013 году, Провинциальный Синод принял резолюцию, в которой «призвал своих епископов предоставить руководство по оказанию пастырской помощи однополым парам, заключившим гражданские союзы в соответствии с законодательством ЮАР». Резолюция также:
1. Подтверждает:
  1. Что Бог призывает нас любить и служить всем людям, независимо от их сексуальной ориентации, и в то же время поддерживать Божьи стандарты святости;
  2. Что это очень сложная и эмоциональная область, которая глубоко затрагивает многих людей и оказывает далеко идущее влияние на миссию Церкви[68].

### Австралия и Новая Зеландия
В 2018 году Синод Англиканской церкви Новой Зеландии проголосовал за разрешение обрядов освящения однополых браков и гражданских союзов. Перед официальным благословением, церковь заявила, что «духовенству должно быть разрешено „признавать в общественном богослужении“ однополый гражданский союз или государственный брак членов их религиозной общины».
Пакехские приходы более открыты по вопросам геев и лесбиянок, включая ординацию и благословение однополых союзов. Епархии Данидин и Окленд известны другими подобными примерами, включая рукоположение гомосексуального духовенства, не соблюдающего целибат, и благословение однополых отношений, совершаемое священниками в качестве официальных. В 2006 году, открытый гей и находящийся в однополом партнёрстве дьякон был рукоположён в Епархии Данидина. Впоследствии, тот же дьякон был рукоположён в сан священника. Епархия Окленда также установила политику в пользу рукоположения находящихся в однополых партнёрствах священников геев и лесбиянок. Конгрегации могут предполагать «благословение отношений» для двух партнёров в Епархии Окленда. В 2005 году, однополая пара вступила в гражданский союз в церкви Св. Матфея епархии Окленда. В 2011 году, епархия Вайапу приняла резолюцию, подтверждающую рукоположение священнослужителей геев и лесбиянок. Капеллан епископа в Епархии Вайапу также совершил благословение для однополой пары. В 2017 году, Эндрю Хедж, Епископ Вайапу, назначил священника гея, состоящего в браке со своим партнёром, в качестве декана собора Вайапу.
В 2020 году, Апелляционный трибунал, высшего церковного суда Англиканской Церкви Австралии, постановил, что епархии могут разрешать обряды благословения для однополых союзов. Роджер Херфт, будучи епархиальным Епископом Ньюкасла, «поддержал благословение однополых союзов». Церковь Святого Андрея в Субиако, Перт, Западная Австралия, была первой англиканской церковью в Австралии, которая публично приветствовала геев, лесбиянок, бисексуалов и трансгендеров. На её воскресных вечерних службах приветствуются представители ЛГБТ. С тех пор, другие епархии заняли позитивные позиции по отношению к однополым парам и ЛГБТ-клирикам. В 2013 году, епархия Епархия Перта проголосовала за признание однополых союзов. Роджер Херфт, Архиепископ Перта, сказал, что «в священстве служат геи и лесбиянки. Они ординированны мной и пользуются почётом и уважением как священники…» Епархия Перта проголосовала за то, чтобы больше не запрещать священникам отношения, в том числе сексуальные, вне брака.
В 2011 году епархия Аделаиды избрала нового помощника епископа, Тима Харриса, который поддержал дозволение ЛГБТ духовенства. Кроме того, в 2012, Епархия Гиппсленда назначила открытого священника гея, а в 2015, Джон Пакерс, Епископ Вангаратты, одобрил однополые браки, присоединившись к архидиакону, который уже предложил совершать однополые браки, если ему это будет разрешено. Кроме того, Сара Макнеил, Епископ Графтона, одобрила и поддержала ЛГБТ-клириков и их отношения. Кафедральный собор епархии Графтона и собор Святого Иоанна в епархии Брисбена, официально поддержали и одобрили ЛГБТ. В 2015 году, Комитет по социальной ответственности Англиканской церкви в Южном Квинсленде одобрил гражданские союзы для однополых пар. Также, в 2015 году, Кей Голдсуорти, епископ Гиппсленда, назначил на другую должность священника, открытого гея находящегося в однополом партнёрстве. Кроме того, в 2016 году, Гэрри Уэзерилл, епископ Балларата, объявил о своей поддержке однополых браков. В апреле 2016 года, церковь Святого Андрея в епархии Перта публично благословила однополый союз. В 2018 году, архидиакон Питер Маклеод-Миллер «провёл неофициальную церемонию сжимания рук». для однополой пары. В Мельбурне, несколько англиканских священников приняли участие в однополом браке и благословили его. В 2018 году, епархия Гиппсленда избрала Ричарда Трелоара, ярого сторонника однополых браков. Епархии Вангаратты и Балларата проголосовали за благословение однополых гражданских союзов. Декан собора Святого Иоанна в Брисбене, преподобный Питер Кэтт, написал, что он благословляет однополые союзы. Епархии Вангаратты и Ньюкасла одобрили обряды благословения однополых браков.

### Куба, Вест-Индия, Гонконг, Макао и Южная Корея
По крайней мере, один епископ вне провинциальной епархии Епископальной Церкви Кубы, Нерва Кот Агилера, заявил, что поддерживает рукоположение открытых священников геев и лесбиянок.
В 2019 году, провинция избрала архиепископом Ямайки Говарда Грегори; Грегори выступает за легализацию гомосексуализма.
Англиканская церковь Кореи относится к числу наиболее либеральных провинций Англиканского Сообщества. В 2015 году, духовенство и прихожане англиканской общины Кореи, приняли участие в мероприятиях ЛГБТ-прайда и выступили в поддержку равных прав для геев и лесбиянок. Англиканская церковь Кореи открыто обсуждала вопросы сексуальности человека.
Четвёртый Генеральный Собор Англиканской Церкви (Епископальной) в Гонкоге, на собрании 15 октября 2007 года, решил, что Англиканская Церковь в Гонконге и Макао поддерживает рекомендации Виндзорского Отчёта. Епископ Питер Квонг заявил, что «Англиканство является инклюзивным… Так почему бы нам не найти общий язык по вопросу гомосексуальности?». Гонконгская Англиканская Церковь поддерживает партнёрство и общение с Епископальной церковью США.Church of Ireland

### Испания, Меланезия, Уругвай и Центральная Америка
22 марта 2017 года, Собор Испанской Реформатской Епископальной церкви опубликовал заявление об полной поддержке, в котором выразил свою солидарность с Испанской Евангелической церковью после того, как последняя приняла однополые отношения.
В 1998 году, Совет Епископов обратился к Терри Брауну, епископу Малаиты, с просьбой «подготовить исследовательский документ о гомосексуальности для Церкви Меланезии…» В 2007 году Браун размышлял о своём опыте «как „открытого“ гея, служащего епископом»
Англиканская Церковь в Центральной Америке состоит из пяти церквей, представляющих разные страны Центральной Америки. Каждая церковь принимала самостоятельные решения. В 2013 году, священники и прочие служитили епархии Сальвадора начали выступать за полное включение ЛГБТ лиц. В 2014 году, Епископальная церковь Коста-Рики, предприняла шаги по приёму сообщества ЛГБТ-Q. Епархия Гватемалы избрала Сильвестра Энрике Ромеро епископом-коадъютором в 2017 году. До избрания епископом Ромеро служил в Епископальной церкви США и предлагал благословлять однополые союзы в качестве ответственного священника.
Представители англиканской епархии Уругвая выразили свою поддержку включению однополых пар.

### Мексика, Бразилия и Индия
Англиканская церковь Мексики, как, и другие, североамериканские провинции, высказывала более либеральные взгляды на гендер и сексуальность. В 2007 году Карлос Туше Портер, тогдашний председательствующий епископ, стал покровителем Инклюзивной церкви (благотворительной организации, базирующейся в Англии), выступающей за «либеральную, открытую церковь, которая, охватывает всех», независимо от расы, пола или сексуальной ориентации". Туше Портер, также, подтвердил, что, Джин Робинсон не был первым священнослужителем-геем, но, он просто был искренним. Он, также, поддержал рукоположение открыто гомосексуального духовенства, и его епархия, епархия Мексики, «разрешает духовенству находящимся в однополых отношениях служить в качестве священнослужителей» Кроме того, в 2008 году, когда, Папа Бенедикт XVI обратился к Англиканской церкви, с предложением, вернуться в лоно Католической церкви из-за вопроса сексуальности, Туше Портер, тогдашний председательствующий епископ, заверил мексиканскую провинцию, в том что, он поддерживает сохранение Англиканского Сообщества. Также, в 2008 году, Серхио Карранса, отставной епископ (Центральной) Мексики, выразил поддержку рукоположению гомосексуального духовенства. Среди первых церквей, Англиканская церковь Св. Марка в Гвадалахаре (штат Халиско) публично благословляет и ординирует геев, лесбиянок и трансексуалов.
Мексиканская Англиканская Епархия, 19 июня 2021 года, под руководством своего епископа Хулио К. Мартина, официально поддержала ЛГБТ-прайд, и, даже приняла в нём участие. Позже, Мартин прямо призвал светские власти уважать решение Федерального Верховного Суда Мексики, и легализовать гражданские гей браки. Также, в 2021 году, Хулио К. Мартин предложил «черновой проект закона», разрешающий гражданские гомомсексуальные браки на федеральном уровне. Новейший епископ Англиканской Провинции открыто высказывается в поддержку гражданских и церковных однополых браков, епископ Хулио К. Мартин получил образование в Канаде.
Епископат Мексиканской Англиканской Епархии разрешил духовенству вступать в однополые отношения, а в епархии Западной Мексики, священнику гомосексуалисту на пенсии, официально состоящему в светском гражданском браке, разрешено, преподавать в своей семинарии, 19 декабря 2020 года, три епархиальных Епископа опубликовали заявление, в котором, пояснили, что, они обсуждают вопросы, связанные с ЛГБТ-сообществом и учением церкви, и, работают над достижением общего понимания.
Англиканская Епископальная Церковь Бразилии характеризуется прогрессивными теологическими взглядами на гомосексуальность. После, Ламбертской конференции 1998 года, Англиканская Церковь в Бразилии провела два национальных форума об человеческой сексуальности в Рио Де Жанейро. Его решения определили политику церкви. Согласно окончательному документу, Бразильская церковь единодушна в том, что человеческая сексуальность — это дар Божий, который должен приниматься в мире, свободе, любви и уважении. Церковь одобрила рукоположение открытых гомосексуалистов в священники и предложила услуги по благословению однополых браков. Генеральный Собор, 1 Июня 2018, проголосовал за включение в брачный канон бракосочетания однополых пар.
Церковь Южной Индии (4 миллиона верующих) — это англиканская провинция имеет много священнослужителей, искреннее выступающих за права однополых пар: Церковь Южной Индии (ЮИЦ) — [является], относительно, либеральной протестантской церковью, которая, с 1984 года разрешает женщинам становиться пасторами: «ЮИЦ была либеральной по этим вопросам. Она занималась вопросами гендера, далитов и безземелья. Это также должно касаться проблемы сексуальных меньшинств». В 2009 году, Кристофер Раджкумар, пресвитер Церкви Южной Индии, заявил, что, те кто противодействуют правам однополых пар нарушают права человека. Также, в 2009 году В. Девасахаям, епископ Мадраса, поддержал юридические права гомосексуальных людей, заявив «Не правильно осуждать людей за их сексуальную ориентацию». Девашаям также утверждал, что сексуальная ориентация «является генетическим», и, что, Писание должно быть пересмотрено исходя из контекста современности. В 2015 году, Собор Святого Марка в Бангалоре, конгрегация ЮИЦ, провела форум по предотвращению гомофобии, а его пресвитер, Винсент Раджкумар, выступал за поддержку прав геев. Духовенство ЮИЦ, под эгидой Национального Совета Церквей Индии, провела совместную конференцию по борьбе с гомофобией в Джакарте, Индонезия, в 2014 году, размахивая радужным флагом м выступая в поддержку однополых пар. Более того, в ходе недельной встречи приматов[что?] в Кентербери, ЮИЦ была отмечена «BBC», как, находящаяся, в числе Англиканские провинции открытых для благословения однополых пар. В 2016 году семинария, связанная с Церковью Южной Индии, начала предлагать семинар по ЛГБТ вопросам «Теологическая семинария Тамилнада в Мадурае провела двухчасовой семинар по гендеру и сексуальности…».